# Веселин Перић
Веселин Перић (Загорич, код Подгорице, 20. јануар 1930 — Подгорица, 3. децембар 2009) био је српски математичар, стручњак из области алгебре, линеарне алгебре и матаматичког програмирања, универзитетски професор, те један од оснивача и члан председништва Академије наука и умјетности Републике Српске.

## Биографија
Рођен је 1930. у Загоричу. До 1992. је радио као професор Природно-математичког факултета у Сарајеву, након чега напушта Сарајево. Био је професор на Универзитету у Подгорици, и професор Универзитета у Источном Сарајеву (Филозофски факултет Универзитета у Источном Сарајеву и Електротехнички факултет Универзитета у Источном Сарајеву). Био је један од оснивача Академије наука и умјетности Републике Српске, и члан њеног председништва. Постао је дописни члан Академије наука и умјетности Републике Српске 1996, а редовни 27. јуна 1997. године. Преминуо је 3. децембра у Подгорици у 80. години живота.